# Het Melkboerinnetje

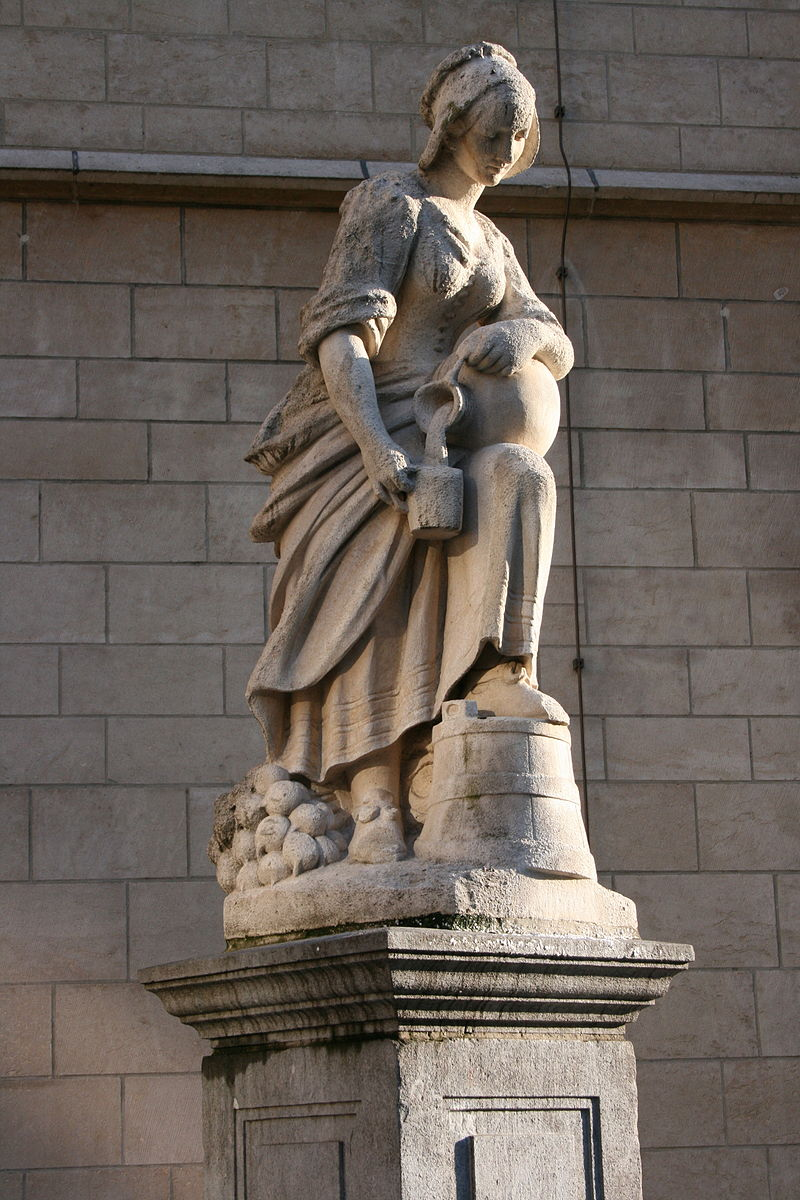
Het Melkboerinnetje

Het Melkboerinnetje is een standbeeld in de Boterstraat in de Belgische stad Brussel. Het staat voor de Sint-Niklaaskerk niet ver van de Grote Markt. Het beeld is gemaakt door de beeldhouwer Marc de Vos. Het beeld is gebaseerd op een spookachtige legende die zich afspeelde in de jaren 1670.

## Geschiedenis
Het beeld van het Melkboerinnetje is een kopie van het origineel exemplaar. Oorspronkelijk was het beeld ontworpen in 1687 om een bestaande waterfontein naast de Sint-Niklaaskerk te decoreren. In 1787 werd dit standbeeld verplaatst van de Boterstraat naar het Warandepark in Brussel. In 1830 werd het beeld zwaar beschadigd door de heftige septemberdagen. Een tijdje later, tijdens de 20e eeuw, werd er een kopie gemaakt van het originele melkboerinnetje. Nadat de kopie klaar was om in het openbaar te plaatsen, werd deze op een arduinen sokkel gezet. In 1922 werd het beeldhouwwerk terug op zijn originele plaats geplaatst, in de Boterstraat naast de Sint-Niklaaskerk. 
In 2006, vele jaren na de laatste verplaatsing van het beeld, kreeg het Melkboerinnetje een stevige opknapbeurt.

## Verhaal
De legende is ontstaan in de jaren 1670. Het verhaal draait om een jonge verkoopster die melk verkocht in de straten van Brussel. Haar droom was om snel rijk te worden, wat zeker niet vanzelfsprekend was in die tijd. Zo kwam ze op het idee om haar klanten te bedriegen. Ze had twee methodes: Eerst door water te verwerken in haar melk. Nadien gebruikte ze een vervalste inhoudsmaat, waardoor de kopers nog minder waar voor hun geld kregen. Met deze werkwijze ging de jonge vrouw door het leven.
Toen ze na haar overlijden aan de hemelpoort aanklopte, bij Petrus, weigerde hij haar de toegang tot de Hemel. Sterker nog, hij veroordeelde haar om elke nacht om middernacht, roepend door de straten van Brussel te dwalen. De Brusselaars konden niet wennen aan de spookachtige verschijning van het Melkboerinnetje, waardoor veel mensen 's nachts niet meer durfden rondlopen in de stad. De Brusselaars smeekten na verloop van tijd de Amman om het stoffelijk overschot op te graven en haar een waardige begrafenis te geven. De Amman en de schepenbank gingen hiermee akkoord. Dit was ook het einde van de spookachtige legende rond het Melkboerinnetje. 
Dit standbeeld dient tot op vandaag als een waarschuwing voor de winkeliers. Zodat zij steeds eerlijk zouden handelen en hun kopers nooit bedriegen